# Ismar Isidor Boas
Ismar Isidor Boas (ur. 28 marca 1858 w Kcyni, zm. 15 marca 1938 w Wiedniu) – niemiecki lekarz pochodzenia żydowskiego, jeden z twórców gastroenterologii jako odrębnej specjalności lekarskiej.

## Życiorys
Boas studiował medycynę w Berlinie, Halle i Lipsku, po czym został asystentem Carla Antona Ewalda w Szpitalu Augusty w Berlinie. W 1886 został specjalistą chorób układu pokarmowego. Razem z Ewaldem poczynił istotne obserwacje nad patologią i fizjologią procesu trawienia. Opisał bakterie jako Lactobacillus acidophilus pałeczki znajdywane w soku żołądkowym pacjentów z rakiem żołądka. Bakterie te określano też jako pałeczki Boasa-Opplera.
W 1895 założył „Archiv für Verdauungs-Krankheiten”, pierwsze czasopismo poświęcone gastroenterologii, a w 1920 roku założył Niemieckie Towarzystwo Gastroenterologiczne. Jako punkt Boasa określa się bolesny punkt ucisku na lewo od kręgu Th12 u pacjentów z wrzodem żołądka. Był pionierem diagnostyki krwi utajonej w stolcu.
Po wkroczeniu wojsk niemieckich do Austrii w 1938 roku popełnił samobójstwo.

## Wybrane prace
- Allgemeine Diagnostik und Therapie der Magenkrankheiten. Leipzig, 1890.
- Spezielle Diagnostik und Therapie der Magenkrankheiten, 1893.
- Ueber Darmsaftgewinnung beim Menschen. (Vorläufige Mittheilung). Zentralblatt für klinische Medizin 10, 97-99, 1889
- Diagnostik und Therapie der Magenkrankheiten. Nnach dem heutigen Stande der Wissenschaft. Theil I: Allgemeine Diagnostik der Magenkrankheiten. Leipzig: Verlag von Georg Thieme, 1897.
- Über Schwefelwasserstoffbildung bei Magenkrankheiten. Zentralblatt für klinische Medizin 3, 68-70, 1895
- Beiträge zur Kenntnis der Cholelithiasis. Münchener medizinische Wochenshrift 49, 604-609, 1902
- Gesammelte Abhandlungen aus dem Gebiete der Verdauungskrankheiten. Berlin, 1906
- Grundlinien der Therapeutischen Methodik in der inneren Medizin. 1909
- Die Lehre von den okkulten Blutungen, 1914.
- Boas, Kelling. Diätetik der Magen- und Darmkrankheiten. Dresden, 1920
- Therapie und Therapeutik. Berlin, 1930.